# Parafia Matki Bożej Bolesnej w Strudze
Parafia Matki Bożej Bolesnej w Strudze – rzymskokatolicka parafia położona w dekanacie wałbrzyskim zachodnim, należącym do  diecezji świdnickiej.

## Historia
W dniu 27 czerwca 1988 parafię erygował ks. kard. Henryk Gulbinowicz, odłączając od parafii Szczawno-Zdrój dwie miejscowości: Strugę i Lubomin. Inicjatorami powstania nowej parafii w Strudze są ks. Infułaci: Julian Źrałko i Józef Strugarek. Za siedzibę parafii obrano Strugę i tam ustanowiono probostwo, które jako pierwszy objął ks. kan. Czesław Komuszyna. Kościołem parafialnym uczyniono tutejszą świątynię pw. Matki Bożej Bolesnej, zaś kościół Podwyższenia Krzyża Świętego w Lubominie stał się świątynią filialną. Parafię przyłączono do dekanatu Wałbrzych-Północ, a od 1998 roku należy do nowo utworzonego dekanatu Wałbrzych-Zachód. Na terenie parafii położone są dwa cmentarze, dwie zabytkowe świątynie oraz kaplica Matki Bożej Anielskiej w Strudze, kaplica cmentarna na cmentarzu w Lubominie, dzwonnica i plebania w Strudze).